# ディミー・キャット
ディミー・キャット（Dimie Cat, 1984年11月28日 - ）は、フランスの歌手、ジャズとエレクトロ・スウィングの作曲家。リヨン生まれ。

## バイオグラフィー
彼女の名前は、ブルガリアを起源とする父方の祖母の孫娘の名前ディミトロフ・アポストロフ (Dimitroff-Apostoloff) から付けられた。

## キャリア

### デビュー
2007年に彼女はフランク・ルージエ (Franck Rougier) と出会った。そして共に2つのアルバムPin Me UpとZigZagを書きあげ、Dream'upというレーベルを立ち上げた。

### Pin Me Up （2009年）
ディミー・キャットのデビュー・アルバム Pin Me Up （2009年7月22日リリース）は、ピンナップガールとハリウッド黄金期のファム・ファタール、そしてジャズ・エイジのオマージュとして作られた。Post-it と Glam の2つのシングルが収録され、エレクトロ・スウィングの要素も織り込まれている。

### ZigZag （2012年）
アルバム ZigZag は2012年10月1日にリリースされた。シングルの Ping Pong と2月にリリースされた2番目のミュージック・ビデオをもつ La voiture を収録している. アルバムの曲の中で Woody Woody はアメリカの映画監督ウッディー・アレンの映画『スコルピオンの恋まじない』をオマージュしている。Pasta e Basta と V.E.S.P.A、AAA (Triple A) など、このアルバムはディキシーランド・ジャズ的でエレクトロ・スウィング風味に仕上がっている。ZigZag は日本と韓国で、日本のレーベルRambling Recordsがプロモーションをした。

### Once Upon A Dream （2014年）
Once Upon A Dream は日本のレーベルRambling Recordsの要請で、アジアのマーケット向けにつくられた。2014年4月23日リリース。ディズニーのテーマソングを収録している。このスペシャル・アルバムは初週で日本のiTunesのジャズ・チャートでTop3を記録した。

## ディスコグラフィー

### スタジオ・アルバム
- 2009年 Pin Me Up (Dream'up)
- 2012年 ZigZag (Dream'up)
- 2014年 Once Upon A Dream (Rambling Records)

### シングル
- 2009年 Post-it (Dream'up)
- 2010年 Glam (Dream'up)
- 2010年 Christmas Tea (Dream'up)
- 2012年 Ping Pong (Dream'up)
- 2013年 La voiture (Dream'up)
- 2013年 AAA (Triple A) (Dream'up)
- 2013年 Le poulpe (Dream'up)
- 2013年 Montagne russe (Dream'up)

### EP
- 2013年 AAA(Triple A) remixes (Pashmount Music)

### コンピレーション
- 2010年 Jazz Lounge Christmas (Christmas Tea) (Peacelounge Recordings)
- 2011年 The Electro Swing Revolution (Glam (electro-swing remix)) (Lola's World Records)
- 2011年 The Best of Electro Swing (Glam (electro-swing remix)) (Rambling Records)
- 2011年 Electro Swing Bistro (Glam (electro-swing remix)) (High Note Records)
- 2012年 Tokyo Girls Collection (Glam (electro-swing remix)) (Rambling Records)
- 2012年 Burlesque (Queen of your Dreams) (Rambling Records)
- 2012年 Betty Boop presents Electro Swing (Glam (electro-swing remix)) (Edel)
- 2013年 French Modern Girl Vol. 1 (Post-it) (Rambling Records)
- 2013年 French Modern Girl Vol. 2 (La voiture, Agates des Lego) (Rambling Records)
- 2013年 Electro Swing Club Vol. 1 (AAA (Triple A)) (Pashmount Music)
- 2013年 Electro Swing Vol. 6 (Ping Pong, Bart&Baker remix) (Wagram)
- 2013年 Tom & Jerry: Tom (Swinging Cartoon) (Pasta e Basta, Agates des Lego) (Rambling Records)
- 2013年 Tom & Jerry: Jerry (Dancing Cartoon) (La voiture, AAA (Triple A)) (Rambling Records)
- 2013年 N°1 Swing Cats (Glam (electro-swing remix)) (Rambling Records)
- 2014年 Secret Lounge (Pin Me Up) (Rambling Records)
- 2014年 Electro Swing Fever Vol. 3 (Ping Pong, Bart&Baker remix, Woody Woody, AAA (Triple A)) (Wagram)
- 2014年 Swing Spring (Agates des Lego, V.E.S.P.A.) (Rambling Records)

### コマーシャル
The song Ping Pong is used for the T.V. commercial of the brand Aperol, in Germany and Austria.

### フィーチャリング
- 2010年 Paris Rome - A Lounge Selection, Franck 6mondini Rougier (Zest for Life feat. Dimie Cat) (Dream'up)